# همزاد (داستان)
داستان علمی-تخیلی کوتاه همزاد نوشتهٔ کلیفورد سیماک در مجموعهٔ همه دامهای زمین و داستان‌های دیگر در سال ۱۹۶۲ منتشر شده است. نسخهٔ آلمانی داستان توسط انتشارات گلدمن در سال ۱۹۶۴ به چاپ رسیده است. این داستان به مسئلهٔ تاگ سازی انسان(شبیه‌سازی انسان - کلونینگ) می‌پردازد که ادوارد جانسون بر اساس آن فیلمنامه هجوم به ژنتیک را نوشته است.

## داستان
جیمز هندرسون، پاکسلی (یک موجود غیر زمینی خطرناک با توانایی خواندن ذهن) را به صورت قاچاقی به زمین آورده است. پاکسلی می‌گرِیزد و هندرسون متوسل اولیای امور می‌شود. کلونی از او ایجاد می‌شود تا پاکسلی را بکشد. کلونی که پس از پایان کار کشته شود و از کلون بودن خود مطلع نیست. پاکسلی کشته می‌شود، اما انتقامش را با مطلع کردن هندرسون بدلی از کلون بودنش می‌گیرد.